# Areszt Śledczy w Grodzisku Mazowieckim
Areszt Śledczy w Grodzisku Mazowieckim – dawny areszt śledczy, mieszczący się przy ulicy 1 Maja 27 w Grodzisku Mazowieckim. W latach 1994–2018 areszt funkcjonował jako Oddział Zewnętrzny Aresztu Śledczego w Warszawie-Służewcu.
Obiekt przeznaczony był dla skazanych młodocianych i dorosłych odbywających karę po raz pierwszy w warunkach zakładu karnego typu półotwartego. Pojemność aresztu wynosiła 72 miejsca.

## Historia
Areszt w Grodzisku Mazowieckim powstał pod koniec XIX wieku. W czasie II wojny światowej obiekt był więzieniem hitlerowskim.
Do 1979 roku obiekt funkcjonował jako areszt śledczy z oddziałem psychiatrii sądowej. Do 1983 roku znajdował się tu ośrodek pracy o rygorze zasadniczym. W latach 1985–1994 obiekt był samodzielnym aresztem śledczym. Z dniem 1 stycznia 1994 roku obiekt stał się Oddziałem Zewnętrznym Aresztu Śledczego w Warszawie-Służewcu. 
Oddział Zewnętrzny został zniesiony z dniem 30 listopada 2018 roku. 

## W filmie
Na terenie obiektu realizowane były zdjęcia do filmu „Asymetria” (reż. Konrad Niewolski), ponadto w areszcie planowano realizację zdjęć do filmu pt. „Mój Dług”.